# Адам и Ева (пьеса)
«Адам и Ева» — пьеса Михаила Булгакова, в которой описан техногенный конец света в результате газовой войны. 
Пьесу не смогли опубликовать или поставить при жизни Булгакова и впервые она вышла в 1971 году, в Париже. 
В СССР её выпустили в октябре 1987 года.

## Сюжет
Во время химической войны из-под контроля выходит Солнечный Газ и человечество гибнет, в живых остаются лишь несколько человек, живущих отныне в коммуне.

## История
Булгаков начал писать пьесу в июне 1931 года, а 22 августа была закончена первая редакция текста. 
«Адама и Еву» планировалось поставить в Красном театре в Ленинграде, в театре им. Евг. Вахтангова в Москве и в Бакинском Рабочем театре в Баку. Первый договор на пьесу Булгаков заключил 5 июня с Государственным народным домом им. Карла Либкнехта и Розы Люксембург, а второй — 8 июля с Театром им. Евг. Вахтангова. 
Осенью пьесу прочитал Я. И. Алкснис, который сказал, что «ставить эту пьесу нельзя, так как погибает Ленинград». Булгаков написал вторую редакцию пьесы, но и она не прошла цензуру.

## Действующие лица
- Ева Войкевич, 23 лет;
- Адам Николаевич Красовский, инженер, 28 лет;
- Ефросимов Александр Ипполитович, академик, 41 года;
- Дараган Андрей Федорович, авиатор, 37 лет;
- Пончик-Непобеда, литератор, 35 лет;
- Захар Севастьянович Маркизов, изгнанный из профсоюза, 32 лет;
- Аня, домработница, лет 23;
- Туллер 1-й;
- Туллер 2-й;
- Клавдия Петровна, врач-педиатр, лет 35;
- Мария Вируэс, лет 28, женщина-авиатор;
- Де Тимонеда, авиатор;
- Зевальд, авиатор;
- Павлов, авиатор.